# Basile Gras

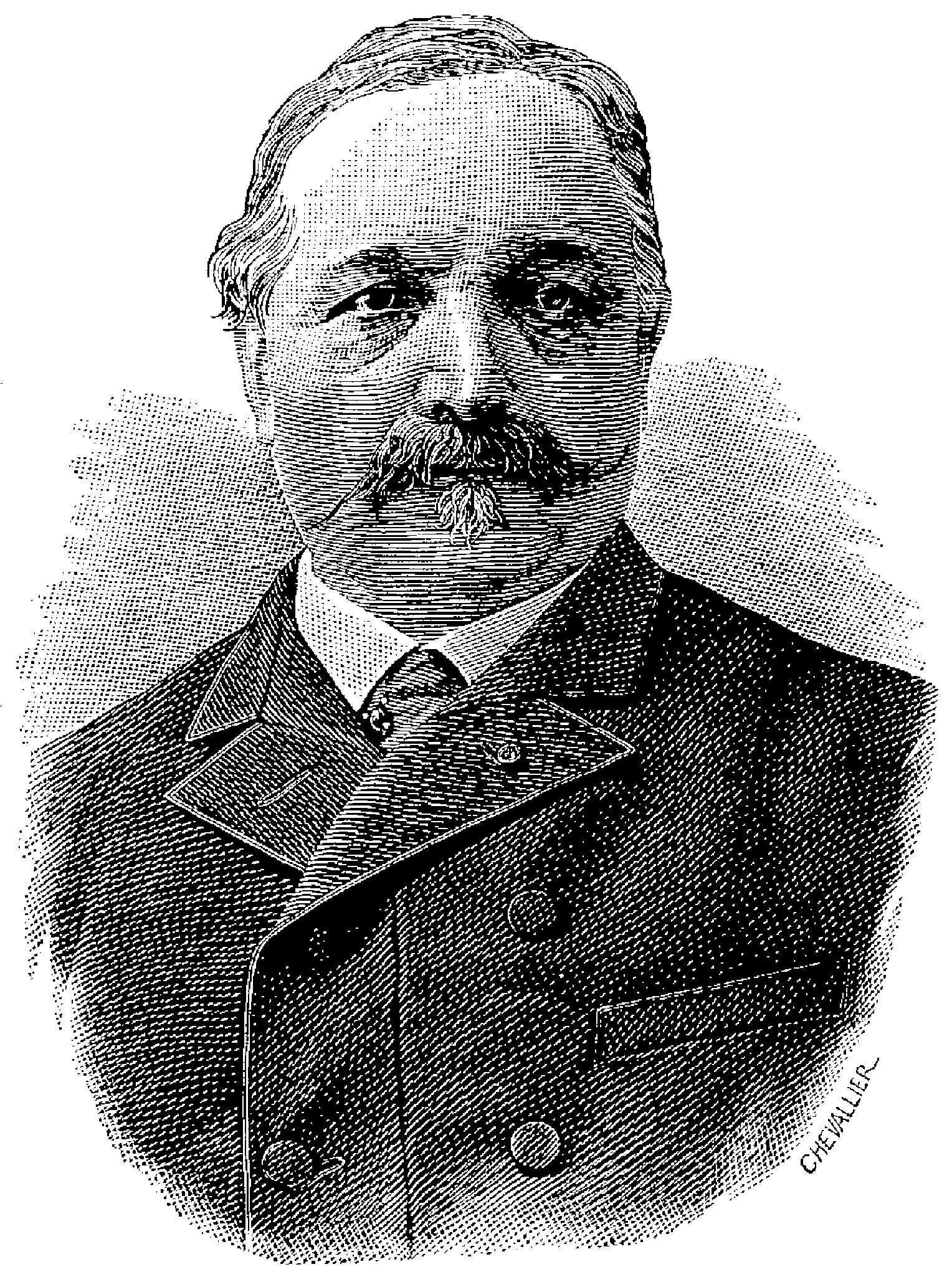
Basile Gras em 1891.

O General Basile Gras (02 de janeiro de 1836 Saint-Amans-de-Pellagal, Tarn-et-Garonne, França — 14 de abril de 1901 (65 anos) Chablis, França), foi um inventor e militar francês. Criou o fuzil Gras de fogo central por retrocarga, para a "Armée de terre" em 1874.

## Biografia
Depois dos estudos básicos em Cahors e Toulouse, Basile Gras foi enviado a Paris, para o "lycée impérial Napoléon", para se preparar para o exame de admissão à "École Polytechnique", na qual foi admitido em 1854, onde escolheu a Artilharia, à qual dedicou toda a carreira militar. Após dois anos na "Ecole d'application d’artillerie" de Metz, ele foi engajado como tenente em 1859, e participou da "campanha italiana", na batalha de Solferino; Em 1860 ele passou a primeiro-tenente, servindo no regimento de artilharia montada da "Garde impériale". Promovido a capitão, em 3 de março de 1864, foi designado para a fábrica de armas de Tulle, então professor da "Ecole normale de tir" no campo de Châlons e, a partir de 1867, tornou-se professor da "commission permanente de tir" de Vincennes, quando se aprofundou nos estudos das armas portáteis de guerra, participando de todas as provas em andamento. Na guerra de 1870 Gras já estava no Estado-Maior de Artilharia do 13º Corpo do General Vinoy, na "Armée du Rhin". Sua brilhante conduta durante esta campanha rendeu-lhe a "Croix de Chevalier da Légion d'honneur".
Quando a paz voltou, ele foi designado para o Comitê de Artilharia até 1879, com o posto de líder de esquadrão, ou comandante, a partir de 1874. Por muito tempo, o Comandante Gras se interessou pela delicada questão da transformação do Chassepot, uma excelente arma, mas que enfrentava problemas de entupimento do cano devido ao uso de cartuchos embrulhados em papel, em uma arma que permitisse o uso de cartuchos metálicos. A solução foi encontrada e testada, o fuzil desenvolvido foi adotado como tendo o melhor desempenho nos testes. Nascia o "fusil modèle 1874" e sua produção em massa teve início. A inovação deste fuzil foi a introdução de uma culatra que desbloqueia sem ter de engatilhar o cão, um pino de disparo robusto e, por último, um cartucho com estojo de metal. Seu inventor, como recompensa por seus serviços, foi promovido a "Officier de la Légion d'Honneur" e autorizado a dar seu nome ao invento.
Gras foi promovido a tenente-coronel em 1879, e em 1882 foi designado inspetor de manufaturas de armas e membro da "commission des armes à répétition". Participou em todos os trabalhos desta comissão, mandou testar os vários modelos, como o fuzil de repetição colocado em serviço em Tonkin, executado sob a sua direção. Teve participação importante no desenho e na realização do fuzil "Lebel modèle 1886", no qual foi introduzido o mecanismo de repetição, bem como pela concepção da arquitetura detalhada e da usinagem da arma. Enviado em missão aos Estados Unidos, escolheu tipos de máquinas e comprou-as. Com elas, organizou uma produção mecânizada, permitindo aumentar a produção de 500 para 3.000 armas por dia. Como resultado desta reorganização, foram produzidas peças de grande precisão e intercambiáveis, o custo do fuzil foi diminuindo progressivamente até atingir economias apreciáveis em relação às previsões.
Gras foi promovido a "Commandeur de la Légion d'Honneur" em 1887, recebeu as estrelas de Brigadeiro-General em 5 de maio de 1888. Em novembro de 1891, ele assumiu o comando da artilharia do 6º Corpo de Exército em Châlons, e em 1894, foi nomeado General-de-Brigada, assumindo o Comando Superior da Defesa em Lyon. Esses períodos em cargos de comando, não o impediram de continuar a ter um grande interesse nas questões da fabricação de armamentos. Em 1897, foi nomeado para o cargo de "Inspecteur Général des fabrications d'Artillerie". No ano seguinte, o Ministro da Guerra o designou Secretário-Geral do Ministério da Guerra. Duas posições que lhe permitiram atuar com eficácia na produção para a artilharia, em particular do canhão de 75mm de tiro rápido, cuja adoção foi aprovada e poderiam ser fabricados em larga escala.
Em 1 de agosto de 1899, o General Gras foi nomeado Presidente do Comitê Técnico de Artilharia e do Comitê Consultivo de Pólvora e Salitre. Ele foi elevado à patente de "Grand officier de la Légion d'honneur" em 1900. Atingido o limite de idade de 65 anos em janeiro de 1901, o General Gras foi admitido na 2ª seção do quadro de oficiais generais. Ele permaneceu como presidente de várias Comissões e continuou a trazer o benefício de sua experiência e competência quando a doença se apoderou dele. Ele morreu em 14 de abril de 1901, em sua propriedade em Chablis no Yonne.

## Legado
Ao longo de sua carreira, o General Gras se concentrou nos problemas puramente técnicos das armas pequenas, também pôde provar suas qualidades como organizador e promotor. A pedido do Ministro da Guerra, presidiu à comissão encarregada dos trabalhadores civis nos estabelecimentos de guerra. Sob seu comando, a fabricação de armamentos na França teve um desenvolvimento prodigioso e eficaz. A consagração deste desenvolvimento foi consumada durante a Grande Guerra de 1914-1918, quando a França, não apenas foi capaz de assegurar o armamento e o abastecimento de centenas de divisões montadas, mas também equipar as unidades americanas aliadas com armas e canhões, foi graças às fábricas, oficinas, arsenais e fundições, cuja criação, organização e funcionamento muito se deve à atuação do General Gras.